# أحمد صالح العبدي
اللواء الركن أحمد صالح العبدي (1912 - 1968)، هو قائد عسكري عراقي وأول رئيس لأركان الجيش في الجمهورية العراقية.  

## نشأته وحياته
ولد في محلة الدوريين في جانب الكرخ من بغداد سنة 1912 
دخل إلى الكلية العسكرية مع الزعيم عبد الكريم قاسم بتاريخ 15 أيلول 1932 وتخرجا سوية في 15 نيسان 1934. كما درس علوما عسكرية في المملكة المتحدة، كما درس في كلية الحقوق العراقية وتخرج منها سنة 1953.

## رئيسا لأركان الجيش العراقي
شغل منصب أول رئيس لأركان الجيش العراقي في العهد الجمهوري وحاكما عسكريا عاما عام 1958. كان عضوا في تنظيم الضباط الوطنيين الذي أطاح بالنظام الملكي في ثورة 14 تموز 1958.
في 7 تشرين الأول 1959، عندما جرت محاولة اغتيال عبد الكريم قاسم، أذاع اللواء الركن أحمد صالح العبدي بصفته الحاكم العسكري العام بيانا عبر محطات الإذاعة والتلفزيون أعلن فيه أن محاولة جرت لاغتيال عبد الكريم قاسم وقد أصيب بجروح طفيفة وأن صحته على خير ما يرام.

## انقلاب 8 شباط ووفاته
قبض عليه بعد عدة ساعات من ثورة 8 شباط 1963 وأودع السجن رقم 1 في معسكر الرشيد. ظل معتقلا بالسجن دون أن توجه له أي تهمة حتى إطلاق سراحه في كانون الأول 1963 بعد حركة 18 تشرين الثاني 1963. واعتكف  بداره في بغداد  حتى وفاته سنة 1968.
كان متزوجا من نصرية جهاد الأورفلي وله منها ميسون وعلي وسعد ورعد ومنى.